# Paluan
Paluan é um município de  terceira classe de renda municipal (d) na província Ocidental Mindoro, nas Filipinas. De acordo com o censo de 1 de maio  de  2020 possui uma população de 18 566 pessoas e 4 241 domicílios.